# Мещерский, Фёдор Фёдорович Бородавкин
Князь Фёдор Фёдорович Бородавкин Мещерский (ок. 1575—ок. 1612) — русский политический деятель эпохи Смуты, окольничий, глава приказа Большого прихода.

## Биография
Второй сын дворянина Бежецкой пятины, воеводы князя Фёдора Фёдоровича Мещерского, носившего прозвище Бородавка. 

Жилец (1598). Участвовал в Земском соборе и поставил подпись на утвержденной грамоте об избрании царем Бориса Годунова (1 августа 1598). 
При Самозванце пожалован в стольники (1606). После свержения Самозванца и провозглашения царем Василия Шуйского продолжал служить при дворе. В конце 1606—начале 1607 годов по поручению из Разрядного приказа занимался сбором ратных людей для военных действий против Болотникова.
Рында на приемах польских послов Николая Олесницкого, Александра Гонсевского и князя Александра Мосальского (8 и 15 декабря 1607 года).

### Сторонник польской партии
Родственник Михаила Молчанова. В феврале 1609 года участвовал в попытке свержения царя Василия Шуйского. После неудачи восстания вместе с Молчановым бежал в лагерь Яна Сапеги под Троице-Сергиевым монастырем. Оттуда в сопровождении посланника Ерофея Пузолевского и с рекомендательным письмом от Сапеги оба были отправлены в тушинский лагерь Лжедмитрия II. Пожалован Лжедмитрием II в окольничие. 

Примкнул к польской партии при тушинском дворе. В январе 1610 года вместе с Молчановым вошел в состав посольства боярина Михаила Глебовича Салтыкова, направленного тушинскими боярами в лагерь Сигизмунда III под Смоленском для переговоров о приглашении на московский престол королевича Владислава. Получил от короля жалованную грамоту на поместья и вотчины в разных уездах (30 марта 1610). В грамоте короля Сигизмунда к московским боярам (21 сентября 1610) назван в числе тех, «которые преж всех до нас, Государя, под Смоленск на службу нашу приехали и нам верно служили».

После занятия Москвы польским гарнизоном ездил в королевский лагерь под Смоленском с посланиями от боярина Михаила Салтыкова к канцлеру Льву Сапеге. Утвержден в чине, полученном от Лжедмитрия II, и официально перенесен в боярском списке из стольников в окольничие (декабрь 1610).  Указом Сигизмунда III назначен главой Большого прихода (20 января 1611). В числе других чинов московского правительства подписал грамоты к смоленским воеводам Шеину и князю Горчакову о немедленной сдаче города королевским войскам и к послам, Ростовскому митрополиту Филарету и князю Василию Голицыну с товарищами, чтобы они ехали в Вильно за королевичем и просили бы его поспешить в Москву, а также убедили бы смоленских воевод сдать город полякам (конец февраля 1611).
С приходом в Москву отрядов Первого ополчения оказался в осаде на территории Кремля и части Китай-города вместе с польским гарнизоном под командованием Александра Гонсевского. Подал королевичу Владиславу челобитную о жаловании поместьями в Пошехонском и Угличском уездах (1 сентября 1611), к которой Гонсевский сделал приписку на обороте: 
…мой совет таков, што князя Федора Мещерского за его осадную нужу, которую с нами вместе терпит, годно пожаловать царским жалованием. 
Дальнейшая судьба точно не известна. В списках дворовых чинов 1613 года не упоминается. По словам Нового летописца:

В скором же времени князь Василий Мосальский и князь Федор Мещерский, Михалко Молчанов, Гриша Кологривов, Васька Юрьев померли злой смертью, так, что многие люди от того устрашились, от такой злой смерти: у одного язык вытянулся до самой груди, у другого челюсти распались так, что и внутренности все видны, а иные живыми сгнили.
В Бархатной книге: «Убит от Литовских людей»

### Земельные владения
Изначально владел поместьями на территории Бежецкой пятины и Бежецкого Верха. С началом Смуты неоднократно подавал челобитные о пожаловании поместьями и вотчинами, получал жалованные грамоты, но большую часть пожалований на деле так и не получил.
По выписи 1 сентября 1611 года: 
Дано (15 февраля 1611) окольничему князю Федору Федоровичу Мещерскому к бежецкому его поместью, к 408 четвертям, в поместье со всеми угодьи во Тверском уезде село Кушалино и деревня Офромеева… 194 чети с осьминою в поле… И всего за окольничим за князем Федором поместья в Бежецком Верху и во Тверском уезде 602 чети с осминою. И у выписи князь Федор Мещерской сказал: то дей он бежетцкое свое поместье, 408 чети, в прошлом 119-м году здал племяннику своему родному, князю Ивану княж Петрову сыну Мещерскому, а за ним, за князем Федором, осталась поместья во Твери 194 чети с осминою.

## Семья
В Бархатной книге показан бездетным.

Братья его:
- князь Иван Фёдорович Белый — помещик Бежецкой пятины (1600—1603). Весной 1607 года в числе голов с сотнями послан на Бобриковскую засеку для противодействия отрядам Болотникова. «Убит от Литовских людей»
- князь Пётр Фёдорович — помещик Бежецкой пятины (1602). Рано умер. Его единственному сыну, князю Ивану Петровичу, князь Фёдор поступился своим поместьем в Бежецком Верхе (1611).
- князь Юрий Фёдорович — помещик Бежецкой пятины (1603—1629). Предок князя Фёдора Васильевича, князя Александра Васильевича и  князя Владимира Петровича Мещерских.